# SC Mangueira
SC Mangueira was een Braziliaanse voetbalclub uit de toenmalige hoofdstad Rio de Janeiro.

## Geschiedenis
De club werd opgericht in 1906. In 1909 nam de club voor het eerst deel aan de hoogste klasse van het Campeonato Carioca. Op 30 mei 1909 speelde de club tegen Botafogo FC en kreeg een pak rammel. Gilbert Hime scoorde maar liefst negen maal, een record, en ook zijn ploegmaat Flávio Ramos vond zeven keer zijn weg naar de netten. In totaal werd het 24-0, tot op heden de grootste nederlaag ooit in een officiële wedstrijd in de geschiedenis van het Braziliaanse voetbal. De club speelde dat jaar enkel gelijk tegen Haddock Lobo en trok zich na zes wedstrijden terug uit de competitie. In 1912 keerde de club terug en speelde de eerste wedstrijd tegen Flamengo, dat dat jaar zijn entree maakte in de competitie en meteen met 16-2 kon winnen van Mangueira. Ook Paysandu Cricket won ruim (12-0 en 11-1) en ook de terugwedstrijd tegen Flamengo was een ramp (14-0). Ondanks een gelijkspel tegen Bangu en een overwinning op São Cristóvão AC kon de club niet wegraken van de laatste plaats. In 1913 werd de club achtste op tien clubs, maar door een inkrimping van de competitie moesten ze wel naar de tweede klasse.
In 1917 speelde de club opnieuw in de hoogste klasse. In 1918 werd de club afgetekend laatste met slechts één enkel punt, een gelijkspel tegen Andarahy en moest naar de play-off tegen tweedeklasser SC Americano en won deze met 2-1 waardoor ze toch in de hoogste klasse mochten blijven. Van 1921 tot 1923 speelde de club in de Série B, dat wel gelijk stond met de hoogste klasse, maar waarvan de winnaar geen kans maakte op de titel, maar wel om in de Série A te spelen. In 1923 slaagde de club hierin om terug naar de elite door te stromen. In 1924 speelde de club voor het laatst in de hoogste klasse.
In 1927 werd de club opgeheven en opgeslorpt door Flamengo.